# Nokia 6060

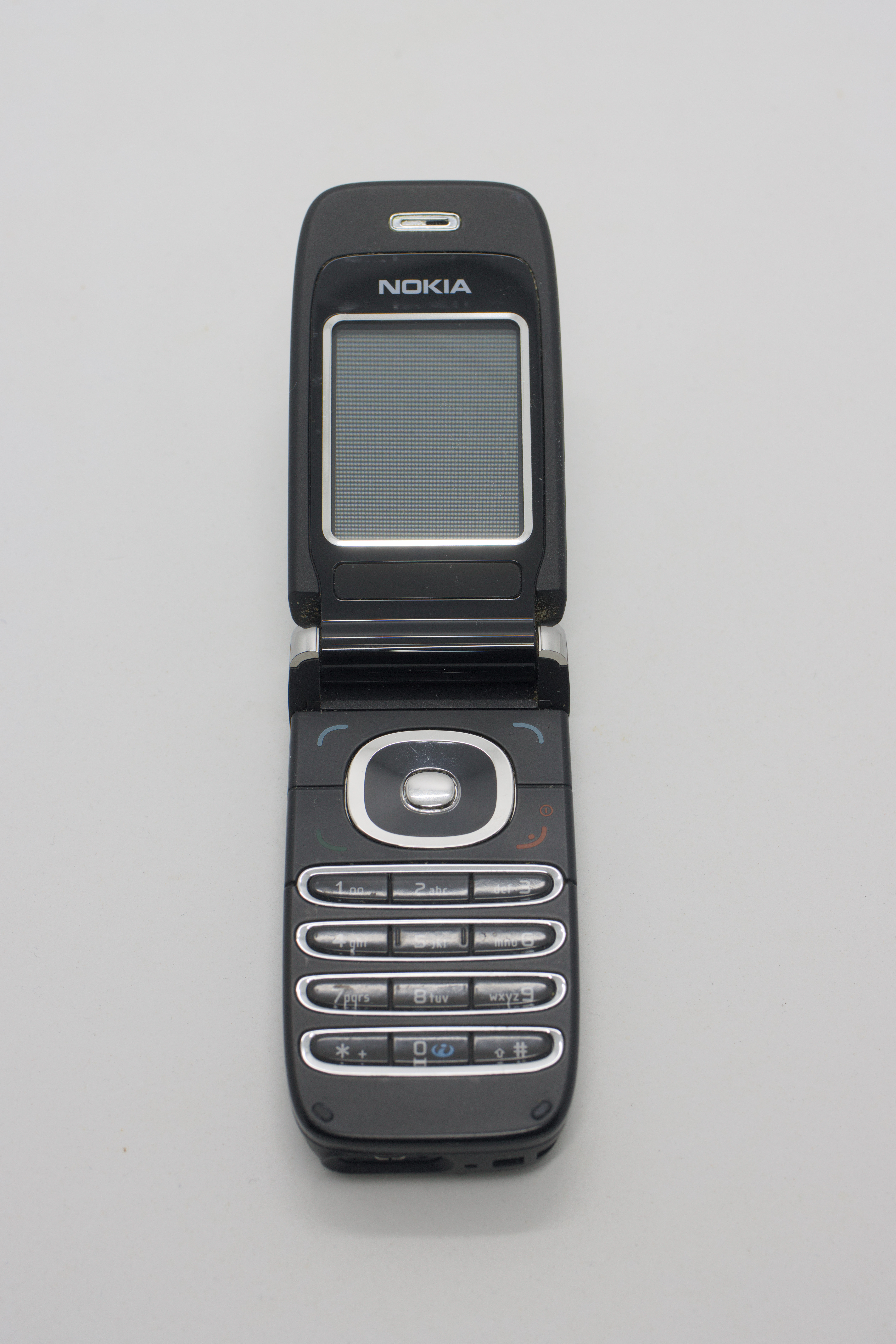
Nokia 6060

Le Nokia 6060 est un téléphone mobile créé par Nokia de type coquillage.
« Design élégant, solide et moderne » comme dit Nokia sur son site. Le slogan indique qu'il est design car il possède des plaques chromées de couleur argentée ou noire. C'est un téléphone branché pour une personne avec un petit budget et qui l'utilise seulement pour des fonctions basiques.
Pour le design, le 6060 est semblable au Nokia 6101. Il possède comme son grand frère une antenne externe et les bords légèrement arrondis. Avec des petites dimensions 85 × 44 × 24 mm et un poids très léger 92 grammes, il se glisse très facilement dans un jeans ou dans une poche de chemise.
La coque est faite de plastique et est plutôt brillante surtout sur la face avant et arrière du téléphone. Il est très attirant et dès que l'on a dans les mains on sent la qualité du matériau grâce aux faces très plates et douces créées par Nokia. Un autre avantage est celui de pouvoir salir sa face avant sans qu'il ne reste de traces après le nettoyage.
On remarque sur la face avant un grand logo de Nokia avec une lumière rouge donnant l'impression d'avoir un écran externe rendant son apparence plus belle.
À l'intérieur du téléphone, on trouve un écran TFT de taille moyenne (128 × 160 pixels) avec 65 536 couleurs. Il ne possède pas de connectique Bluetooth ou Infrarouge. Le pavé numérique en latex est plutôt de petite taille et les touches sont alignées en ligne empêchant aux personnes ayant des gros doigts de taper correctement un message.
La batterie occupe toute la partie arrière et peut rester 3 heures en communication et 10 jours en veille.